# Медицински университет (Варна)
Вижте пояснителната страница за други значения на Медицински университет.
Медицинският университет „Проф. д-р Параскев Стоянов“ е държавно висше училище във Варна, България. Има филиали в Шумен, Сливен и Велико Търново.
Осъществява подготовка на специалисти в областта на медицината и здравеопазването за придобиване на образователно-квалификационни степени „магистър“, „бакалавър“ и „професионален бакалавър“ и има статут на юридическо лице с предмет на дейност: подготовка на кадри и професионална квалификация; подготовка на докторанти; следдипломно обучение на висши медицински и немедицински кадри; провеждане на лечебно-диагностична, профилактична, консултативна, рехабилитационна и експертна дейност в университетските болници; научноизследователска и научноприложна дейност; международно сътрудничество в областта на образованието и науката; административна, социална, спортна, издателска, информационна и др. дейности.
МУ е първият университет в България, въвел през 2008 г. EFQM® модел за Business Excellence на Европейската фондация за управление на качеството. Дипломите, издавани от университета, са признати във всички страни на Европейския съюз.
МУ-Варна се ползва с академична автономия.

## История

### Основаване
Основан като Висш медицински институт с Указ №414 от 12 ноември 1960 г. на Президиума на НС на НРБ и Заповед №208 от 19 януари 1961 г. на МЗ. За рождена дата се счита 1 октомври 1961 г. – първият учебен ден на първата учебна година в първото висше учебно заведение по медицина в Североизточна България.
През първите 10 години се развиват всички катедри и основни клиники. Създава се база за учебно-възпитателната и научноизследователската работа. Главно внимание се обръща на непрекъснатото подобряване на практическото обучение. С разрастването на института се организира строителството на нови болнични сгради както за целите на обучението, така и за нуждите на здравеопазването в Североизточна България. През 70-те години на 20 век са построени новата Хирургична клиника и Клиниката по кожни болести. През 80-те са построени Акушеро-гинекологична болница, Психиатрична болница (най-голямата на Балканския полуостров), Очна болница, Терапевтичната болница (настоящата Университетска болница „Св. Марина“ - Варна).
През 1995 г. с Решение на Народното събрание Висшият медицински институт – Варна е преименуван в Медицински университет – Варна. През 2002 г. университетът приема за свое име името на своя патрон проф. д-р Параскев Стоянов. Университетските аудитории се именуват на значими преподаватели от МУ-Варна.
Медицински университет – Варна е сред първите членове на Черноморската университетска мрежа (BSUN). През 2004 г. в Маастрихт (Холандия) университетът е одобрен за пълноправен член на Асоциацията на европейските университети (EUA). От 2006 г. лекарите абсолвенти получават европейско приложение към дипломите си, валидно за реализацията им в страните членки на ЕС.
От началото на 21 век с отварянето на нови факултети и специалности, високотехнологични лаборатории, изследователски центрове, създаването на повече условия за научен обмен, работа по проекти, активно международно сътрудничество, научна периодика, засилено присъствие в уеб пространството и работа в новата дигитална среда, създаване на университетска телевизия МУ-Варна разширява образователния си обхват и доразвива академичния си потенциал .

### Символи и награди
Мисията на МУ е да отговори на обществените потребности от висококвалифицирани медицински и управленски кадри в здравеопазването и социалната сфера в съответствие с националните стратегии за развитие на образованието и здравеопазването и международните стандарти; да развива фундаменталната и приложната изследователска дейност, иновации и нови технологии, както и да подобрява здравето на нацията в партньорство с останалите звена в здравната система.
Символи
- Герб. Представлява стилизирано изображение на разтворена книга в храма на знанието с център медицинската емблема – тояга с увита около нея змия.
- Знаме. Изработено е от бяла коприна и сърма. В съответствие с хералдическата традиция на белия фон са извезани в синьо емблемата и името на институцията: Медицински университет „Проф. д-р Параскев Стоянов“. Знамето се съхранява в заседателната зала на Ректората.
- Жезъл на ректора. Увенчан е с две напречно пресечени сфери и змия в центъра, което символизира медицинското знание. Произходът му е свързан с древния символ на медицината – тояга с обвита около нея змия, а също и със старинните предания за мъдростта и всезнанието на змията. Върхът на жезъла завършва с топка от нефрит – камък на вечността, силата и познанието, които са изконни ценности за медицината.
- Ректорска огърлица. Има кръгла форма, която символизира безкрайността на научното познание. Целият медальон е изработен от бронз. В центъра на медальона е гравиран гербът на университета: разтворена книга в храма на знанието с център медицинската емблема – тояга с увита около нея змия. Основата на медальона е изработена от син камък, който символизира човешките идеали.
- Ректорска тога. Ректорската тога е червена с черен кант.
- Деканска тога. Деканската тога е тъмносиня с червен кант.

- Знаме

Символите се носят по време на университетски празници, тържествени шествия, тържествени заседания на Академичния съвет.
Награди
С решение на Академичния съвет на МУ за постигнати високи резултати в преподавателската и научноизследователската дейност, както и за дългогодишна успешна работа в състава на университета се присъждат следните отличия:
- Почетно звание „Doctor Honoris Causa“ на Медицински университет – Варна: За изключителни заслуги за развитието на университета и здравеопазването на България.
- Академични отличия: Почетна звезда със синя лента. Почетен знак със синя лента.
- Почетна грамота: Златен Хипократ – връчва се от ректора за висок успех на абсолвент на университета.
- Почетни отличия: Почетен плакет. Почетен знак. Плакет „SIGNUM LAUDIS“ (за принос в научноизследователската дейност и академично развитие на преподаватели от МУ-Варна и други университети в Република България).[7]

### Патрон
Медицинският университет във Варна носи името на проф. д-р Параскев Стоянов, известен с пионерската си и просветителска роля не само в българската медицина и наука.
Създава първата българска хирургична школа, въвежда обучението по анатомия в България, изнася първа лекция по медицина в България (1918), разкрива в района на Варна единствения на Балканския полуостров Детски морски санаториум за костно-ставна туберкулоза. Той е първият в страната, който прави рентгенови снимки, извършва сложна операция на наранено сърце и е първият български алпиец (1895, връх Гран Комбен, Швейцария). В световен мащаб проф. Стоянов е признат като един от създателите на таласотерапията (лечение с морска вода) и хелиотерапията (лечение със слънце). Автор на научни и популярни публикации, както и мемоарна литература.

### Ректори
- Проф. д-р Димитър Райков, дмн (11 март 2024 – )[11]
- Проф. д-р Светослав Георгиев, дм (16 юни 2023 – 7 март 2024)[12][13]
- Проф. д-р Валентин Игнатов, д.м (март 2020 - 16 юни 2023)
- Проф. д-р Красимир Иванов, дмн (19 март 2012 – 9 март 2020)
- Проф. д-р Анелия Клисарова, дмн (8 март 2004 – 19 март 2012)
- Проф. д-р Темелко Темелков, дмн (30 ноември 1999 – 6 март 2004)
- Проф. д-р Димитър Камбуров, дмн (26 ноември 1990 – 29 ноември 1999)
- Доц. д-р Георги Маринов, дм (27 април 1987 – 26 ноември 1990)
- Проф. д-р Ванко Ванков, дмн (20 юни 1983 – 27 април 1987)
- Проф. д-р Гарабед Капрелян, дм (1 май 1977 – 20 юни 1983)
- Проф. д-р Райчо Койнов, дмн (11 юни 1973 – 1 май 1977)
- Проф. д-р Владимир Иванов, дмн (1 юли 1966 – 11 юни 1973)
- Проф. д-р Здравка Кемилева, дмн (1 април 1963 – 1 юли 1966)
- Проф. д-р Герго Митов, дм (1 юли 1962 – 1 април 1963)
- Проф. д-р Радан Раданов, дм (19 януари 1961 – 1 юли 1962)[14]

## Учебна структура

### Факултети
Факултет по медицина
Основно звено в структурата на университета, което обединява 20 катедри и 18 учебно-научни сектора. В него се подготвят кадри с висше образование по медицина, придобиващи образователно-квалификационна степен „магистър“ и професионална квалификация „магистър-лекар“, обучават се докторанти и се провежда следдипломно обучение по широк кръг специалности. Обучението е само редовно и се осъществява по учебен план, разработен на базата на държавните изисквания за специалността. Курсът на обучение е 6 години.
Факултет по дентална медицина
Основан на 15 март 2006 г. и обединява 7 катедри. Тук се подготвят кадри с висше образование по дентална медицина, специализанти и докторанти по основните дентални специалности. От 2008 г. факултетът разполага с нова, оборудвана за целите на теоретичното и практическото обучение на студентите сграда. През 2009 г. към факултета отваря врати академичен център по имплантология. Обучението на студентите е само редовно и се осъществява в три степени (6 години).
Факултет по фармация
Създаден на 16 октомври 2008 г. и обединява 8 катедри. Във факултета, който към 2016 г. е единствен за Източна България, се подготвят студенти по фармация, както и специализанти и докторанти по основните фармацевтични дисциплини. Обучението на студентите е само редовно, с продължителност 5 години и включен 6-месечен преддипломен стаж. От есента на 2015 г. факултетът разполага с новопостроена високотехнологична сграда.
Факултет по обществено здравеопазване
Създаден на 20 юни 2001 г. и обединява 6 катедри. Подготвя кадри с висше образование по специалностите здравен мениджмънт, обществено здравеопазване, управление на здравните грижи, медицинска сестра, акушерка, фармацевтичен мениджмънт и рехабилитация, морелечение, уелнес и СПА. Провежда докторантури по 10 акредитирани специалности, следдипломно обучение под формата на курсове за непрекъснато обучение, както и индивидуални курсове за следдипломна квалификация в това число и електронно базирани. Член на Асоциацията на училищата по обществено здравеопазване в Европейския регион (ASPHER) и на мрежата „Обществено здравеопазване в Югоизточна Европа" (PH-SEE), както и член на Националната мрежа по глобално здраве.

### Колеж
Медицинският колеж е звеното с най-стара история и традиции. Създаден е през 1942 г. като Училище за милосърдни сестри, от 1944 до 1997 г. претърпява редица трансформации: Институт за медицински сестри, Училище за акушерки, Обединено медицинско училище, Полувисш медицински институт. От 1997 г. е част и основно звено в структурата на МУ-Варна. Осъществява подготовка на професионални бакалаври по специалностите помощник-фармацевт, медицински лаборант, рентгенов лаборант, зъботехник, инспектор обществено здраве, рехабилитатор, социални дейности, медицински козметик, медицински оптик, както и обучение с цел продължаване на квалификацията на придобилите медицинско и немедицинско образование.

### Департаменти
Департаментът по чуждоезиково обучение, комуникации и спорт (ДЧОКС) е наследник на Катедрата по чужди езици, основана през 1962 г. Той осигурява езиковото обучение по медицински латински, български, английски, немски и френски език на студентите от четирите факултета и колежа. Департаментът води и подготвителен едногодишен курс по български и английски език на чуждестранните студенти.

### Филиали
Филиалите в Сливен, Шумен, Велико Търново са разкрити с решения на Народното събрание през 2013 и 2015 г. Осъществяват обучение по специалностите „медицинска сестра" и „акушерка". Редовна форма на обучение. Образователно-квалификационната степен „бакалавър", срокът на обучение е 4 години, като последната е преддипломен стаж. Лекционната част на обучението е електронно базирана. Студентите имат възможността да слушат лекциите на своите преподаватели в реално време, благодарение на онлайн видеоконферентна връзка с университета във Варна.
- Филиал Сливен
- Филиал Велико Търново
- Филиал Шумен

### Учебни бази
МУ разполага с учебни бази за обучение на студенти, докторанти и лекари-специализанти в УМБАЛ „Св. Марина“ – Варна, МБАЛ „Св. Анна“, Специализираната болница по акушерство и гинекология за активно лечение „Проф. д-р Д. Стаматов“ – Варна, Университетска специализирана болница по очни болести за активно лечение – Варна, Факултет по дентална медицина, Факултет по фармация, РЗИ (Регионална здравна инспекция) и Медицински колеж – Варна. Университетската болница „Св. Марина“ – Варна разполага с няколко аули за практически и теоретични занимания. Студентите ползват електронна библиотека – част от дигитализираната и централизирана библиотечна система на университета. Болницата разполага с високоспециализирана апаратура и най-съвременно оборудване, включващо гама-камера, ядрено-магнитен резонанс, PET CT с циклотрон, CT Dual-Source.

## Научноизследователска дейност
Заместник-ректор „Научна дейност“: Проф. д-р Виолета Михова Йотова, д.м., д.н.
Научноизледователски центрове:
- Академичната клинична изследователска организация (ACRO)[24]
- Университетски медико-дентален център[25][26][27]
- Университетски център по източна медицина[28]
- Център за транслационна медицина и клетъчна терапия
- Докторантско училище
- Университетски център по морско здравеопазване (УЦМЗ)[29]

## Управление
Органи за управление на Медицински университет – Варна са: Общо събрание, Академичен съвет, Ректор. В Общото събрание участват всички хабилитирани преподаватели, представители на нехабилитираните преподаватели, на студентите и докторантите и на административния персонал. Академичният съвет се състои от 25 до 45 души и включва представители на академичния състав, представители на докторантите, студентите и служителите. Хабилитираните лица са не по-малко от 70% от състава, а представителите на студентите и докторантите – 15%. За ректор и заместник-ректори се избират хабилитирани лица, отговарящи на условията, заложени в Правилника  на МУ-Варна, а към ректора действа оперативно-съвещателният орган – Ректорски съвет. Като органи на взаимодействие и контрол в МУ-Варна функционират още Контролен съвет, Съвет на настоятелите и Централна комисия по управление на качеството.

## Международна дейност
МУ-Варна поддържа партньорства с над 80 университета и образователни институции от 40 страни на 5 континента.
- Партньорствата се основават на двустранни споразумения за академично сътрудничество в областта на обучението и научноизследователската работа. Осъществяват се съвместни проекти с водещи университети и университетски болници в Германия, Австрия, Белгия, Италия, Холандия, Швейцария и почти всички страни членки на Европейския съюз и Европейското образователно пространство. Извън ЕС се поддържат партньорства с образователни институции в Русия (Москва, Санкт Петербург, Пенза, Курск) и Украйна (Богомолския университет в Киев и Университета по фармация в Харков). Провежда се и интензивен практически обмен с университетите и университетските болници в Турция (Одрин) и Израел (Хайфа, Йерусалим и Тел Авив). [31]
- От 2010 г. в клиничните бази на МУ-Варна се осъществява студентски обмен за летни практики с Първи московски държавен медицински университет „И. М. Сеченов“ и Северозападния държавен медицински университет „И. И. Мечников“ в Санкт Петербург. Отдел „Международно сътрудничество“ организира и преподавателски мобилности. Сред гост-лекторите са преподаватели от университетите в Сегед, Харков, Виена, Загреб, Силезия. Международният обмен обхваща и клинични стажове, докторантски програми (Университет „Овидиус“, Констанца, Румъния) и специализации.
- От 2001 г. до 2007 г. МУ-Варна организира обмен на студенти и преподаватели по програма „Сократ-Еразъм“. През 2007 г. получава разширена университетска харта „Еразъм“ и реализира студентски и преподавателски мобилности по програма „Учене през целия живот“ за периода 2007 – 2013 година. От декември 2013 г. е удостоен с университетска харта за работа по новата програма „Еразъм+“ през програмен период 2014 – 2020. МУ-Варна има сключени двустранни споразумения по програма „Еразъм+“ с 32 университета от 15 европейски страни.[32]
- Някои от мащабните съвместни проекти са в областта на кардиологията и кардиохирургията (Аугсбург, Германия; Пенза, Русия), хирургията (Хановер, Германия; Питсбърг, САЩ), детската онкохематология (Бон), изследванията на ракови заболявания (Хайделберг), дерматологията (Москва) и трансплантациите (Германия, Израел).[33]

## Обучение

### Специалности
Към 2020 г. във факултетите по медицина, дентална медицина, фармация, обществено здравеопазване на МУ-Варна и в Медицинския колеж се изучават следните специалности: Медицина, Напрвление „Военен лекар“, Дентална медицина, Фармация, Медицинска сестра, Акушерка, Кинезитерапия, Логопедия, Управление на здравните грижи, Здравен мениджмънт, Здравен мениджмънт и медико-социални грижи, Фармацевтичен мениджмънт и грижи, Опазване и контрол на общественото здраве, Рехабилитация, морелечение, уелнес и СПА, Оптометрист, Информационни технологии в здравеопазването и здравните грижи, Медицински лаборант, Помощник-фармацевт, Инспектор по обществено здраве, Зъботехник, Рехабилитатор, Рентгенов лаборант, Медицински козметик, Медицински оптик.
Във филиалите в Сливен, Шумен и Велико Търново: Медицинска сестра, Акушерка.
Англоезичното обучение е по специалностите: Медицина, Дентална медицина.

### Прием
За прием в МУ-Варна се провеждат предварителни и редовни изпити – както във Варна, така и изнесени в Сливен, Велико Търново, Шумен, Германия, Австрия, Великобритания, Испания.
За специалностите „Медицина“, „Дентална медицина“ и „Фармация“ се полагат изпити по биология и химия. За специалностите „Медицинска сестра“, „Акушерка“, „Медицински лаборант“, „Помощник-фармацевт“, „Инспектор по обществено здраве“, „Рехабилитатор“, „Рентгенов лаборант“ и „Медицински козметик“ се държи изпит тест по биология. За специалността „Зъботехник“ се държи изпит по моделиране. За останалите специалности се кандидатства чрез конкурс по документи, есе и др.
В кандидатстудентската си кампания МУ-Варна провежда подготвителни курсове и кандидатстудентски консултации: разширени и кратки интензивни подготвителни курсове по биология, химия, моделиране; изнесени подготвителни курсове в други градове в България и страни от ЕС. Въведена е електронна форма за запитвания, както и онлайн подаване на кандидатстудентски документи и класиране на кандидатите от всички специалности. Функционират специализирани сайтове за кандидатстудентската кампания – на български, английски и немски език. Организират се „Дни на отворени врати“ за български и за чуждестранни кандидат-студенти. Взема се участие в кандидатстудентски борси и международни изложения за набиране на чуждестранни студенти след предварителен анализ на обхвата и перспективите за МУ.

### Докторантски програми
Към 2016 г. МУ-Варна предлага обучение в 54 акредитирани докторски програми в следните осем професионални направления: 1) Медицина; 2) Дентална медицина; 3) Химически науки; 4) Биологически науки; 5) Психология; 6) Администрация и управление; 7) Фармация; 8) Обществено здраве.

### Допълнително обучение
- Център за професионално обучение[37]
- Следдипломно обучение (СДО)
- Център по електронно и дистанционно обучение
- Център за кариерно развитие

### Модерно преподаване
През 2014 г. МУ въвежда платформа за допълващо електронно обучение на студентите от всички специалности. В личния си профил студентът получава интерактивни учебни помагала, упражнения, видеолекции, 3D атласи, тестове и др. Проверява текущите си оценки. През 2014 г. се въвежда и технология за текущо оценяване степента на усвояване на преподавания учебен материал, подпомагаща интерактивния модел на обучение. Студентите от МУ-Варна имат възможността да изучават анатомията на човека посредством интерактивни методи и 3D технологии.

## Студенти

### Студентски профил
Студентите се обучават в специалности в българоезично (преобладаващо) и англоезично обучение. От чуждестранните студенти най-големият брой студенти са от Германия, Великобритания, Гърция, Кипър, Швеция, Испания, Турция, САЩ, Норвегия, Португалия, Ирландия, Австрия, Албания, Македония, Украйна, Финландия, Дания, Сърбия, Италия, Франция, Полша, Белгия, Швейцария, Нидерландия, Израел, Иран, Йемен, Египет, Кувейт, Бразилия, Япония, Тунис, Доминиканска република, Индия, Русия, Казахстан, Люксембург, Бутан, Азербайджан, Сирия, Нигерия.

### Студентски съвет
Съветът е орган за защита на общите интереси на обучаващите се в МУ-Варна, представляващ студентите и докторантите в Общото събрание на университета. Мандатът на студентите и докторантите в Общото събрание и в Студентския съвет е две години с право да бъдат преизбирани за още един мандат. Студентският съвет избира измежду членовете си председател, който организира и ръководи дейността му и го представлява пред органите за управление на университета. Издава периодично свой собствен университетски вестник, преведен на английски език. Дейността му се финансира от университета, средствата се използват за защита на социалните интереси на студентите, за провеждане на културна, спортна, научна, творческа и международна дейност.

### Спорт
Студентите на МУ-Варна ежегодно участват в традиционните спортни турнири „Варненска универсиада", „Купата на Ректора", „Летен университет" и „Зимна универсиада" – съревновават се в различни дисциплини помежду си и с колеги от други университета от града и страната. Физическото възпитание е задължителна форма на обучение за студентите от началните курсове на всички специалности. Организират се зимни и летни спортни лагери и турнири. Сред най-значимите постижения на спортната катедра е участието на четирима студенти-медици в Олимпийските игри през 1968 г. в Мексико и през 1980 г. в Москва. 

## Други звена
Омбудсман
Институцията на Академичния омбудсман е създадена, за да подпомага членовете на академичния състав, служителите на университета и обучаващите се в него, неофициално и поверително, при изясняването и разрешаването на различни проблеми на работното място – несправедливо или дискриминационно отношение, неетични или непрофесионални практики, нарушена междуличностна комуникация и др.
Проф. д-р Златислав Стоянов Димитров, дмн е български физиолог, професор, омбудсман на Медицински университет - Варна (2024).
Библиотека
Създадена през 1961 г. Библиотеката притежава около 160 000 тома книги и периодични издания. Фонд на библиотека е и колекцията от около 500 стари книги по медицина, фармакология и дентална медицина, отпечатани в периода между 1830 – 1950 г. Електронен каталог се изгражда и поддържа от 1995 г. От 2012 г. извън централната библиотека функционира автомат за самостоятелно връщане на заета литература.
Издателство
Основни функции на университетското издателство са подготовката и издаването на книжната научна продукция на университета (учебници, учебни помагала и монографии, справочници и ръководства, автореферати и дисертации, сборници, издания и печатни материали за научната дейност). Електронната книжарница изпълнява поръчки както за България, така и за чужбина.
Научна периодика на МУ-Варна
Научни списания на университета на английски език:
- Scripta Scientifica Medica (списва се от 1962 г.). Първото официално научно периодично издание на Медицински университет – Варна. За научни статии в областта на медицината.
- Scripta Scientifica Pharmaceutica (от 2014). За научни статии в областта на фармацията.
- Scripta Scientifica Medicinae Dentalis (от 2015). За научни статии в областта на денталната медицина.
- Scripta Scientifica Salutis Publicae (от 2015). За научни статии в областта на общественото здравеопазване.

Всички списания са с отворен достъп за автори от цял свят. От 2014 г. автори от страната и чужбина могат да подават статии чрез онлайн платформа за публикуване. Статиите получават DOI номер.
Научна списания на български език:
- „Варненски медицински форум“[43] (от 2012 г.). За научни статии в областта на медицината, денталната медицина, фармацията и общественото здравеопазване. Отворен достъп за автори от цял свят.

Информационни бюлетини:
- „Инфоакадемика“ (от 2001)
- „Студентски живот“[44]

Телевизия MU-Vi.tv
MU-Vi.tv е образователна телевизия на МУ със специализиран програмен профил медицина и здравеопазване в две основни направления – образователна програма за специалисти от областта на медицината, денталната медицина, фармацията и общественото здраве, и образователна здравна програма за широка аудитория. Програмната стратегия включва лекции от български и чужди специалисти, заснети операции, манипулации, рехабилитационни дейности и др. Телевизията е с национален обхват и се излъчва както чрез кабелна, така и чрез спътникова мрежа. MU-Vi.tv е регистрирана от Съвета за електронни медии (СЕМ) с начална дата на разпространение 1 март 2015 г.
Музеи и експозиции
- Музей по история на медицината[46]
- Вивариум